# Établissement métis de Paddle Prairie
L'établissement métis de Paddle Prairie est une communauté située dans la province d'Alberta, dans le nord-ouest.